# Abdij van Bellevaux
De Abdij van Bellevaux (Latijn: Bella Vallis) is een voormalige abdij van de cisterciënzers in de Franse gemeente Cirey. De abdij ligt zo'n achtentwintig kilometer ten zuiden van Vesoul, aan de rivier de Ognon.
De abdij moet niet verward worden met de Abdij van Bellevaux bij Lausanne in het kanton Vaud in Zwitserland.

## Geschiedenis
De abdij werd in 1119 gesticht als dochterklooster van de Abdij van Morimond, op initiatief van Pontius uit het huis La Roche. Waarschijnlijk was de eerste abt Pontius die lange tijd die functie bekleedde, lid van deze belangrijke familie en misschien zelfs een zoon van de gelijknamige stichter. Het nieuwe klooster werd niet, zoals andere cisterciënzer kloosters, op braakliggend terrein gebouwd, maar op landbouwgrond die in de nabijheid van twee dorpen lag. De abdij maakte een snelle ontwikkeling door en in 1143 werd de grote abdijkerk ingewijd.
Bellevaux was het eerste en belangrijkste cisterciënzer klooster in Franche-Comté. Ze was het moederklooster van de Abdij van Lucelle, de Abdij van Rosières, de Abdij van Montheron in het Zwitserse kanton Vaud en het Klooster van Dafni in Griekenland. De kruisvaarder Otto de La Roche had dit laatste klooster gesticht als "zijn" familieklooster in het oosten van Europa; zowel in Dafni als Bellevaux waren er familiegraven. De abdij van Bellevaux bezat een aantal uithoven en een hospitaal in de Rue Battant in Besançon. Ook dreef ze een aantal molens langs de Ognon en smederijen in Cirey. Ze introduceerde in Franche-Comté de ciderappelboom uit Normandië.
De tweede abt van Bellevaux, Burchardus, was bekend om zijn literaire vaardigheden; een uitvoerige verhandeling over baarden die in de jaren 1160 is ontstaan, is behouden gebleven. Aartsbisschop Peter II van Tarentaise (1102-1174) die al tijdens zijn leven befaamd was als wondergenezer, stierf in Bellevaux en werd in de abdijkerk bijgezet. De verering van zijn relikwieën begon reeds voor zijn heiligverklaring in 1191 en duurde voort tot de ondergang van de abdij.
De abdij maakte in de twaalfde en dertiende eeuw een bloeitijd door. In 1289 plaatste Rudolf van Habsburg zijn zegel op een oorkonde. In de veertiende eeuw zorgden epidemieën en oorlogen voor een decimering van de monnikengemeenschap en voor economische moeilijkheden. Onder het bewind van Karel V en Filips II volgde een herstel. De oorlogen tussen Spanje en Frankrijk brachten de abdij in de zeventiende eeuw aan de rand van de afgrond. In 1603 woonden er nog maar vijf monniken en in 1650 wachtte alleen nog de prior op zijn levenseinde. Onder Frans bewind ving een rustige periode aan. De abdij werd een commanderij, dat wil zeggen de abt werd door de koning aangesteld, had normalerwijs zijn residentie elders en onttrok aanzienlijke bedragen aan de inkomsten van de abdij. Aan het einde van de achttiende eeuw bestond de kloostergemeenschap uit vier tot vijf monniken, inclusief een prior, die door een tiental personeelsleden verzorgd werden. Lekenbroeders waren er niet meer en de omvangrijke en wijd verspreide bezittingen waren verpacht tegen afdrachten in geld of in natura.
De Franse Revolutie van 1790 betekende het einde van de abdij en in 1791 werden de gebouwen en de inboedel geveild. In 1795 verwierf generaal Jean-Charles Pichegru de Abdij van Bellevaux waar hij ook in woonde. In 1817 kocht Eugène Huvelin (1742-1828), een voormalige monnik uit de Abdij van Sept-Fons, met twee monniken uit hetzelfde klooster de gebouwen. Ze startten een nieuwe cisterciënzergemeenschap, met strenge religieuze regels, die zich in het jaar 1830 bij de trappisten aansloot. De monniken trokken zich na de Julirevolutie van 1830 in Zwitserland terug. Tegenwoordig leeft de religieuze gemeenschap in de Abdij van Tamié in Savoye. De trappisten verkochten het klooster eerst uit geldnood en daarna probeerden ze het klooster terug te kopen wat mislukte. In 1837 kocht de grafelijke familie Ganay Bellevaux en werd het in het vervolg "kasteel" genoemd. Het gebouw was in het bezit van de gerenommeerde tuinhistoricus Ernest de Ganay (1880-1963) die er lange tijd in woonde. Sinds 1957 werden de gebouwen als vakantiekolonie gebruikt dat een aantal keer van eigenaar is verwisseld. In 1957 was het eigendom van de instelling "Centre fédéral des Coeurs Vaillants" in 1967 werd het eigendom van de instelling "Foyer culturel de Bellevaux". In 1978 werd het eigendom van de instelling "Centre d'animation régional de Bellevaux". Sinds 1994 is de abdij weer in het bezit van een private partij.

## Gebouwen
De abdij is gebouwd met de belastinggelden die de Cisterciënzers ophaalden. Een bestaande beek werd voor de afvoer van afvalwater gekanaliseerd. Er werd een systeem van kleine bovengrondse kanalen afgetakt voor de bevloeiing. De richting van de gebouwen volgde de topografie van het dal, de kloosterkerk werd bijvoorbeeld niet naar het oosten maar naar het zuidoosten gericht.
Er is tegenwoordig weinig meer van de middeleeuwse gebouwen te zien. De buitenmuren en de fundamenten van de romaanse abdijkerk steken nog net boven het aardoppervlak uit. Het is alsof er een kleine archeologische vindplaats die met een sonde in 1986 gedaan is. De afmetingen zijn maar oppervlakkig gedocumenteerd en archeologisch nog niet onderzocht. Latere uitbreidingen zijn het gewelfde schip, met drie altaren in het koorgebied. De kelder en de zeer goed gedocumenteerde doodskisten en topografische situatie heeft de bekendheid van de abdij doen toenemen. Op het bovenste beeld links bovenaan en de drie meer naar het midden hebben nog een aantal middeleeuwse onderdelen. Deze beelden stonden oorspronkelijk bij het koor, namelijk bij het koorhek in de abdijkerk. Er zijn nog doorgangen zichtbaar die van noord naar zuid toegang geven tot de sacristie, naar de trappen die leiden naar de kloostercellen en naar de kloostergangen in stand gebleven. Fragmenten van de oorspronkelijke architectuur zoals stenen met sleutels en ribben van gewelven en talrijke middeleeuwse grafstenen. De kloostergang had de vorm van een vierkant zo bleek uit het onderzoek met een sonde aan. Bijzonder in deze kloostergang was dat er middeleeuwse bouwstenen bij de wederopbouw in de achttiende eeuw gebruikt was, bijvoorbeeld voor de huidige abdijkerk. Bij restauraties in 2012 kwam de oorspronkelijke muur en sponningen van deur van de hoofdingang tevoorschijn waarvan de waterspiegel een meter veertig onder het bodemniveau lag.
Alle gebouwen die tegenwoordig nog bestaan zoals de woonvertrekken van de monniken, washuis annex wijnkelder, handelsgebouw annex stallen en toegangsdeur zijn bouwkundig gezien terug te voeren op de uitbreidingen van de laatste abt Louis-Albert de Lezay-Marnésia (r.1731-1790). In 1741 maakte hij een plan voor de bouw van een nieuw gebouw voor de abt wat nooit gebouwd werd. Rond 1760 werd er met diverse bouw- en renovatiewerkzaamheden gestart die een aantal jaren duurden.
Het handelsgebouw net zoals de stallen, remises en de kassen stammen uit 1762. In 177 veranderde de en de grootte veranderde in de tijd van de Trappisten van 1817 tot 1830 nogmaals en er werd een nieuwe kapel en gastenruimte. De uitbouw van de abdij en de laatste nieuwbouw in 1970 heeft het uiterlijk van de abdij sterk veranderd.
De monumentale ingangsdeur stamt uit het jaar 1768. Behalve aan het zuidwesten van het terrein is de oorspronkelijke buitenmuur nog intact
Het markante gebouw van de monniken werd gebouwd van 1786 tot 1788 domineert het dal. Het niveau voor dit gebouw verhoogd en daarna is het gebouwd. De verantwoordelijke abt was Joseph Cuchot uit Besançon. stucwerk, houten panelen en versieringen in steen werden gedeeltelijk uitgevoerd door kunstenaars uit Besançon.
Uit deze tijd stammen ook een tegenover de abdijkerk gelegen langgerekt en in het dal gelegen gebouwen met een groot waterbassin, de bakkerij waarvan de oven niet meer aanwezig is en de naastgelegen wijnkelder waar later moderne ramen in zijn gezet stammen uit dezelfde tijd.
Vlak na de verbouwing uit 1791 begon de afbraak van de abdijkerk en de verkoop van de bouwstenen in het bijzonder. In 1830 werd de abdij een "trieste ruïne" genoemd. Na de verkoop door de trappisten werden de laatste resten van de abdij kerk en de andere gebouwen aan de achterkant van de kloostergang, met het abdijhuis dat minimaal uit de zeventiende eeuw stamde, afgebroken en daarom hebben de gebouwen in hun huidige vorm gekregen. De plattegrond van het hoofdgebouw met zijn tegenwoordige winkelhoekige vorm waren een deel van de kloostergang en delen hiervan zijn bewaard gebleven. De huidige hoofdfaçade is asymmetrisch en waarschijnlijk is er in de achttiende eeuw een kozijn van een raam in het schip dichtgemetseld is.
De gebouwen uit de achttiende eeuw zijn goed behouden door de opnieuw ingestelde waterstelsel van het klooster met een lang ondergronds afwateringskanaal en een klein kanaal voor schoon water. Publieke waterkanalen dienden voor de bevloeiing van de tuinen. Het water is tegenwoordig een grote bron voor het interieur van de voormalige hoofdtoegang van het drinkwater voor het klooster. Aan deze toevoer, die op aandringen van Petrus van Tarentaise ingesteld is, zijn eeuwenlang zijn heilige werking vooral voor oogklachten toegeschreven.